# Iwanna Awramtschuk
Iwanna Awramtschuk (ukrainisch Іванна Аврамчук, international nach englischer Transkription Ivanna Avramchuk; * 17. April 1998) ist eine ukrainische Sprinterin, die sich auf den 400-Meter-Lauf spezialisiert hat.

## Sportliche Laufbahn
Erste internationale Erfahrungen sammelte Iwanna Awramtschuk 2015 bei den Jugendweltmeisterschaften in Cali, bei denen sie bis in das Halbfinale gelangte und dort mit 54,43 s ausschied. wie auch bei den U20-Weltmeisterschaften in Bydgoszcz im Jahr darauf mit 54,64 s. Zudem kam sie dort in der ukrainischen 4-mal-400-Meter-Staffel im Vorlauf zum Einsatz und verhalf der Mannschaft zur Finalteilnahme. 2017 schied sie bei den U20-Europameisterschaften im italienischen Grosseto mit 54,39 s im Halbfinale aus und siegte mit der Staffel in 3:32,82 min. 2018 schied sie bei den Balkan-Meisterschaften in Stara Sagora mit 25,07 s im 200-Meter-Lauf in der Vorrunde aus und belegte über 400 Meter in 55,43 s den achten Platz. 2019 scheiterte sie hingegen bei den U23-Europameisterschaften in Gävle mit 55,10 s in der ersten Runde und erreichte mit der Staffel in 3:34,33 min Rang vier.

## Persönliche Bestleistungen
- 400 Meter: 53,73 s, 6. Juli 2017 in Kropywnyzkyj
  - 400 Meter (Halle): 54,72 s, 11. Januar 2019 in Kiew